# (1574) Meyer
(1574) Meyer – planetoida należąca do zewnętrznej części pasa głównego asteroid okrążająca Słońce w ciągu 6 lat i 240 dni w średniej odległości 3,54 au. Została odkryta 22 marca 1949 w Algiers Observatory w Algierze przez Louisa Boyera. Nazwa planetoidy pochodzi od M. Georges'a Meyera, dyrektora Algiers Observatory. Przed nadaniem nazwy planetoida nosiła oznaczenie tymczasowe (1574) 1949 FD.